# دفترچه خاطرات یک بی‌عرضه: حرف، حرف رودریکه
دفترچه خاطرات یک بی‌عرضه: حرف، حرف رودریکه (به انگلیسی: Diary of a Wimpy Kid: Rodrick Rules) کتابی به گونهٔ ادبیات داستانی در سبک طنز و به صورت دفترچه خاطرات نوشته و به تصویرکشیده شده توسط جف کینی است. این کتاب، دومین کتاب از مجموعهٔ شش جلدی "دفترچه خاطرات یک بی‌عرضه" است. حرف، حرف رودریکه، به صورت ۲۱۷ صفحهٔ چاپی در ۱ فوریه ۲۰۰۸ توسط انتشارات آمولت به چاپ رسید و ترجمه فارسی آن نیز توسط انتشارات متعددی چاپ شد. جف کینی، مثل کتاب قبلی، این کتاب را به رشتهٔ تحریر درآورد و نیز تصویرسازی آن را انجام داد. وی همچنین یکی از دو طراح جلد کتاب نیز بود.

## ترجمه به فارسی
دفترچه خاطرات یک بی‌عرضه دفتر دوم "حرف حرف رودریکه ". جف کینی. ترجمه‌ی نازنین دیهیمی. تهران: انتشارات ماهی، ۱۳۹۳. شابک ۹۷۸-۹۶۴-۲۰۹-۱۴۱-۶